# آمازون فینش
آمازون فینش (نام علمی: Amazona finschi) نام یک گونه از سرده طوطی آمازون است.